# Macrotylus infuscatus
Macrotylus infuscatus är en insektsart som beskrevs av Van Duzee 1917. Macrotylus infuscatus ingår i släktet Macrotylus och familjen ängsskinnbaggar. Inga underarter finns listade i Catalogue of Life.